# Багріє Учок
Багріє Учок (тур. Bahriye Üçok, нар. 10 травня 1919, Трабзон — пом. 6 жовтня 1990, Анкара) — турецька політична діячка, академік теології, активістка за права жінок та колумністка, убивство якої в 1990 році досі залишається нерозкритим. Як перша жінка-богослов Туреччини Багріє Учок проводила дослідження з таких питань як історія ісламу в Туреччині, місце жінки в ісламі та секуляризм. З 1971 року, після приходу в політику, обіймала посаду сенаторки-республіканки та члена парламенту до 1990 року та порушувала питання секуляризму, реакційності та релігійних проблем у Туреччині.

## Раннє життя та освіта
Багріє Учок народилася в Трабзоні 10 травня 1919 року у родині Мехмета та Надіре Бекташоглу. Початкову та середню освіту отримала в Орду, а також закінчила жіночу середню школу Канділлі в Стамбулі. Чотири роки навчалася в Університеті Анкари на факультеті мов, історії та географії на кафедрі середньовічної турецько-ісламської історії та одночасно в державній консерваторії Університету Анкари на оперному факультеті. Після закінчення обох відділень Учок працювала кандидаткою в діловоди бібліотеки факультету. 26 жовтня 1942 року її призначили стажеркою вчителя історії Самсунської середньої школи, а в грудні 1944 року — вчителькою історії та географії 4-ї середньої школи в Анкарі.

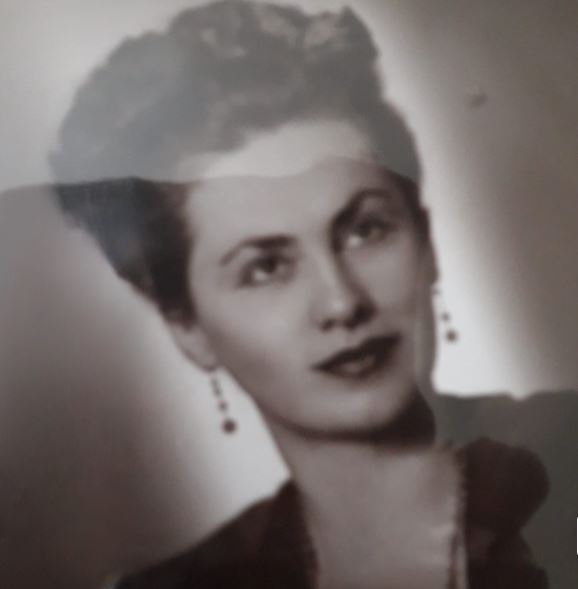
Багріє Учок

У 1953 році Багріє Учок почала роботу у Вищій комерційній школі Анкари. 16 листопада 1953 року залишила роботу в середній школі та здобула призначення асистенткою на кафедрі історії ісламу теологічного факультету Університету Анкари. Багріє Учок була першою жінкою-викладачкою на факультеті та першою жінкою-теологом Туреччини. Після закінчення терміну звання кандидата кафедри 28 вересня 1954 року стала постійною асистенткою.

## Академічна кар'єра
1957 року Багріє Учок захистила докторську дисертацію під назвою «Перші лжепророки в ісламській історії» (тур. İslam Tarihinde İlk Sahte Peygamberler). У своїй монографії вона розглядала антиісламську діяльність, яка мала місце в перші десять років хіджри, та пояснила політичні та соціальні причини боротьби проти ісламу. Хоча Учок заявила, що рухи лжепророків мали два позитивні й один негативний впливи на історію ісламу, за її словами, боротьба з лжепророками запобігла можливому розлученню між мухаджирами та ансарами після смерті Мухаммеда та завадила мусульманам і немусульманам одного племені не воювати на різних сторонах. У своїй дисертації Учок стверджувала, що ця ситуація позитивно вплинула на поширення ісламу, спричинивши послаблення племінних зв'язків, але разом із тим дії лжепророків мали негативний ефект, оскільки на деякий час затримали поширення ісламу.

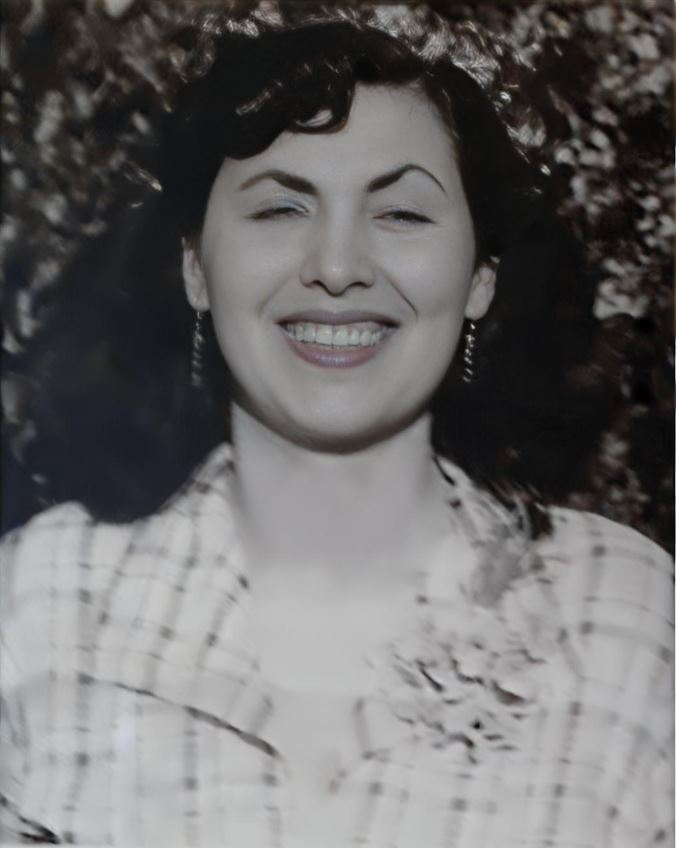
Багріє Учок

1 вересня 1961 року Багріє Учок відбула на спеціалізовану підготовку до Франції. Через рік вона повернулася на свою посаду на теологічному факультеті Університету Анкари, а 4 грудня 1964 року здобула звання доцента кафедри ісламської історії за роботу під назвою «Жінки-правительки в ісламських державах» (тур. İslam Devletlerinde Türk Nâibeler ve Kadın Hükümdarlar). У цій роботі, яка, за її словами, розповідала про життя «хоробрих і здібних жінок, яких не злякала боротьба», Учок зазначила, що існує багато історичних прикладів жінок у державному управлінні, зокрема цариця Савська, цариця Юдеї Аталія, цариця Єгипту Клеопатра та цариця Пальміри Зенобія. У книзі Учок розглядала діяльність жінок-правительок в ісламському світі, з акцентом на діячках у багатьох європейських країнах.
У 1967 році Багріє Учок розширила й відредагувала свою докторську дисертацію та перевидала її під назвою «Навернені з ісламу та лжепророки» (тур. İslamdan Dönenler ve Yalancı Peygamberler). Опублікована того ж року в Belleten стаття «Деякі віцекоролі в ісламських державах» (тур. İslâm Devletlerinde Bazı Nâibeler) розглядалася як продовження її дослідження ролі жінки в ісламському світі протягом історії. У статті Учок розглядала вплив жінок на соціальне та індивідуальне життя в ісламських суспільствах та які, як вважала, європейські вчені загалом не змогли точно оцінити й мали неправильне уявлення про те, що жінки живуть ізольованим життям у гаремах лише як дружини чоловіків. Учок також критикувала аргументи Кристіана Бартоломе, який досліджував правовий статус жінок у державі Сасанідів і стверджував, що широкі права жінок сприяли занепаду імперії.
Згідно з дослідженням 2021 року, Багріє Учок є людиною, яка «запалила першу іскру» щодо жінок і релігії в Туреччині.

## Політична кар'єра

### Як сенаторка
Багріє Учок обрали сенаторкою за квотою 14 жовтня 1971 року за вказівкою президента Джевдета Суная. 2 листопада того ж року Тайфур Сокмен запропонував Учок як кандидатку на посаду секретарки Президентської ради Сенату Республіки та її обрали на цю посаду шляхом голосування. Під час свого сенаторства Багріє Учок зробила двадцять три промови на різні теми в Генеральній Асамблеї. У своїй промові 14 січня 1972 року вона заявила, що в деяких мечетях люди виступають проти революцій Ататюрка, що людей провокують, і що Управління у справах релігій може розповісти громадськості про революції Ататюрка в проповідях у мечетях, щоб боротися з невіглаством.
У 1974 році Учок переобрали на посаду діловода. Вона супроводжувала візит президента Фахрі Корутюрка до Пакистану в листопаді 1975 року.
Багріє Учок залишила Сенат після того, як 14 жовтня 1977 року закінчився її шестирічний сенатський термін.

### Членство в парламенті
1977 року Учок приєдналася до Республіканської народної партії. Після закриття всіх політичних партій внаслідок державного перевороту 12 вересня 1980 року Багріє Учок стала однією із засновників Партії народників у період, коли створення партій було знову дозволено після прийняття Конституції 1982 року.

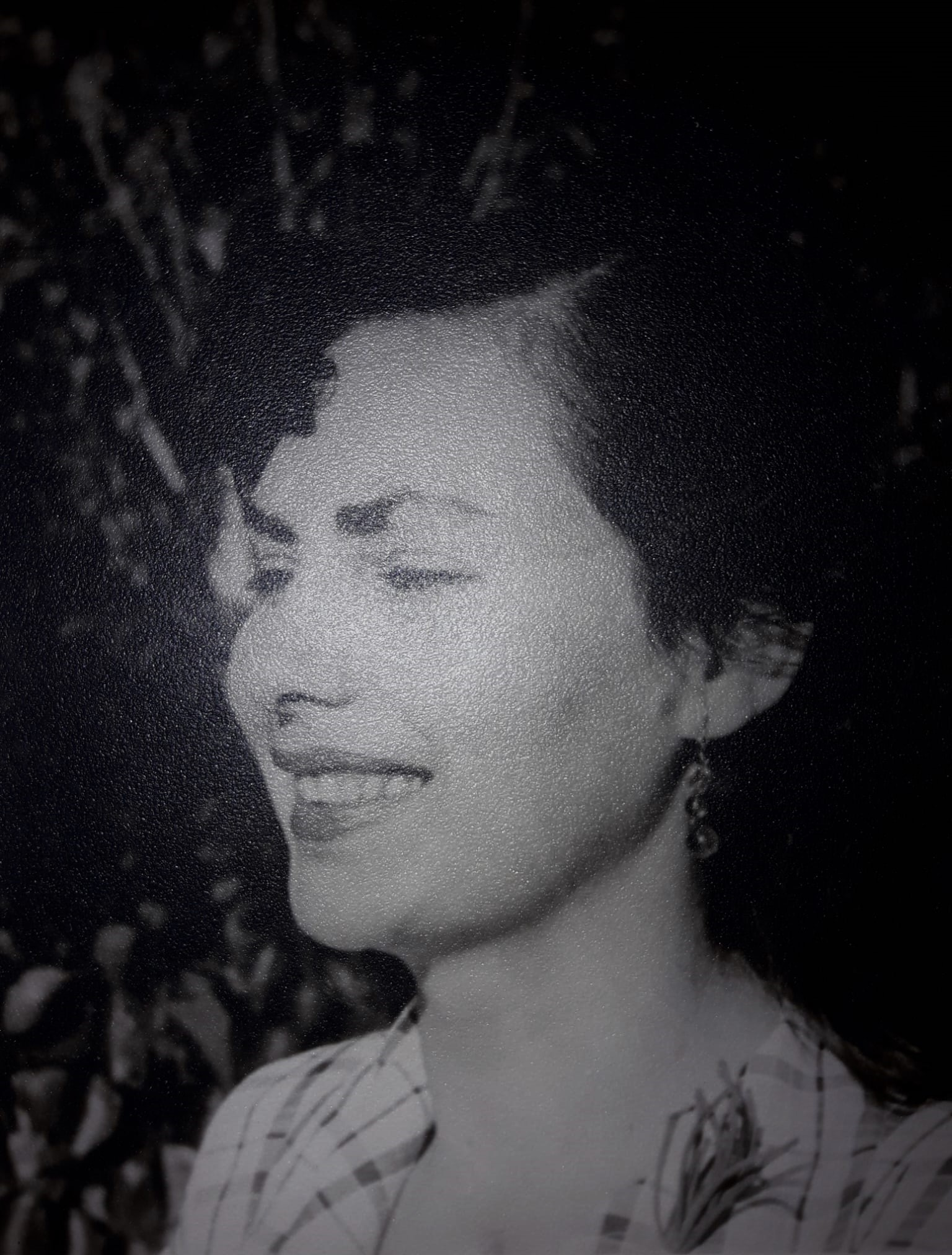
Багріє Учок

На загальних виборах 1983 року Багріє Учок обрали депутатом Орду від Популістської партії, а також вона ввійшла до Великих національних зборів Туреччини. За час роботи депутатом Учок внесла 15 законопроєктів, 12 усних та 37 письмових запитань. Всього на загальних зборах Учок зробила сімдесят промов, 33 з яких стосувалися законопроєктів. 11 квітня 1984 року вона поставила усні запитання про головування в Управлінні у справах релігій та розкритикувала його:
«Давайте без вагань визнаємо, що сьогодні Туреччина стикається з різними рухами, а також групами, які відкрито чи приховано захищають шаріат… У газеті Президентства у справах релігії йдеться: „Державі не підкоряються, коли ситуація, що суперечить принципам ісламу, має бути реалізованою“. Отже, якщо ми приймемо закон, який суперечить нормам шаріату, ми підведемо народ до повстання, чи не так?».
Після цих слів тодішній міністр фінансів і митниці Ахмет Алптемочин сказав Учок: «Ви не маєте права займати час цього парламенту, шановний депутат». Журналіст Октай Акбал у своїй колонці, датованій 2000 роком, пояснив, що слова Учок, які попереджали про небезпеку, не були належним чином взяті до уваги депутатами та міністрами того періоду й що ті самі люди «намагалися придушити тих, хто говорив правду», і заявив, що «велике попередження Багріє Учок залишається актуальним».

### Інша політична та громадська діяльність
Багріє Учок, яка покинула парламент після закінчення терміну своїх повноважень, продовжував цікавитися політикою. Вона відіграла певну роль в злитті Народної партії та Соціал-демократичної партії. 1986 року Учок стала членом Соціал-демократичної народницької партії, яка була створена внаслідок злиття. У телевізійній програмі Açıkoturum, яку вона відвідала на TRT у 1988 році, Учок пояснила, що в ісламі жінка не має обов'язкового носіння чадри, посилаючись на вірші з Корану. Після цієї програми Багріє Учок отримала «багато телефонних дзвінків і листів із погрозами». Вона продовжувала отримувати ці погрози після смерті свого чоловіка Джошкуна Учока 27 жовтня 1988 року, і її навіть доставили до лікарні, оскільки вона знепритомніла під час однієї з телефонних погроз.

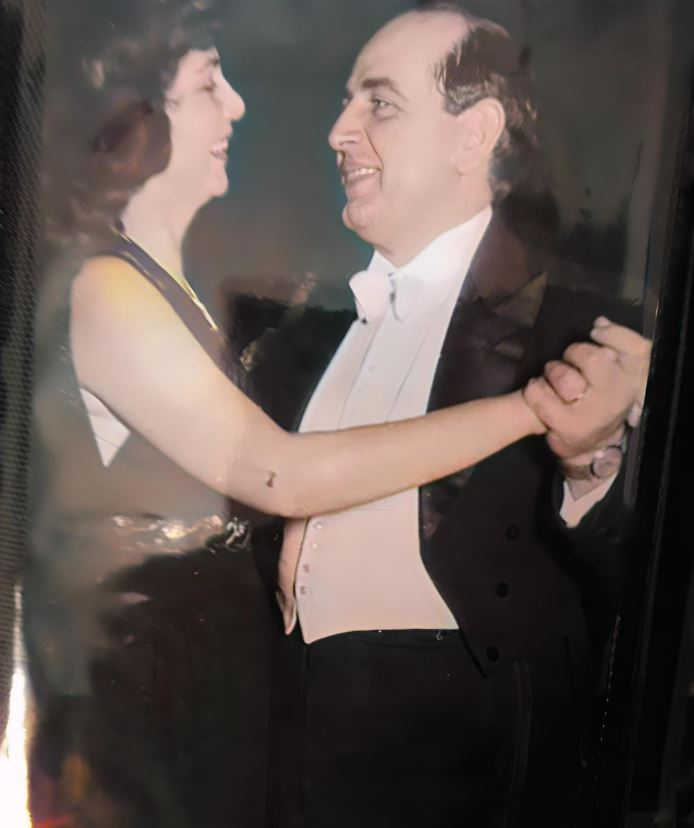
Багріє Учок та її чоловік Джошкун Учок

Учок була однією із засновників Асоціації ататюркістської думки, яка була організована 19 травня 1989 року. У вересні 1990 року Учок обрали членом партради.
26 вересня 1990 року на конференції в Тюбінгені, Німеччина Багріє Учок виступила з промовою на такі теми, як жінки в ісламі, законні права турецьких жінок і соціальне життя турецьких жінок у Туреччині та Німеччині. Учок звернулася за захистом до членів Тюбінгенської турецької асоціації, які запросили її як спікерку через погрози, які вона отримувала. Місцеве відділення поліції призначило двох жінок-поліцейських, щоб захистити Учок.
У 1990 році Багріє Учок працювала над звітом про секуляризм. Цю доповідь планувалося опублікувати для громадськості після представлення її Раді партії та соціал-демократичний Народній партії (SHP.) Учок завершила доповідь за три дні до своєї смерті та представила звіт Ердалу Іненю, тогочасному лідеру SHP. Короткий виклад доповіді на семи сторінках, в якому підкреслювався «масштаб фінансової підтримки, наданої реакційній діяльності», а також видані з цією метою укази та закони, був розповсюджено серед ЗМІ. У доповіді Учок також писала, що реакційність «зміцнювалася під опікою уряду» і що «релігійні зусилля стали конституційними після 1982 року».

## Убивство
6 жовтня 1990 року Багріє Учок повернулася додому з місцевого ринку разом зі своєю дочкою Кумру Учок приблизно о 16:00. Біля дверей свого будинку № 15, Чанкая, вулиця Кероглу вона побачила записку «На ваше ім'я надійшло відправлення в Експрес Карго» з проханням забрати посилку з вантажного відділення, оскільки вручити її особисто в руки не вдалося через те, що нікого не було вдома. Після цього Кумру забрала посилку з відділення Ekspres Cargo на вулиці Кузгун і повернулася додому. Кумру залишила пакунок біля ринкових пакетів перед дверима, а Багріє забрала його. Вона перерізала пакувальний шнурок і знайшла всередині дві книги. Багріє Учок, посилаючись на вагу пакунка, сказала своїй дочці: «Сюди стільки загорнули, хіба там щось не має бути [окрім книжок]? Я розкрию це надворі, ти тримайся подалі». Під час розпакування пакунок із релігійними книгами вибухнув та відірвав Багріє Учок дві руки та ногу. Після вибуху жінку доставили до відділення невідкладної допомоги медичного факультету Хаджеттепе за допомоги людей навколо та поліції. О 17:30, одразу після прибуття до лікарні, в Багріє Учок сталася зупинка серця, а о 20:00 вона померла ще до того, як її встигли доставити до операційної.
Ердалу Іненю, тодішньому лідеру SHP, зателефонував генеральний секретар партії Хікмет Четін і повідомив про смерть Багріє Учок. Іненю відправився зі Стамбула в Анкару того ж дня близько 21:50 та прибув у будинок родичів Учоків у Бахчеліевлері, щоб висловити свої співчуття Кумру.
9 жовтня 1990 року в мечеті Малтепе відбувся похорон Багріє Учок. Перед заупокійною молитвою був опротестований вінок із написом «Президент», надісланий тодішнім президентом Тургутом Озалом. Присутні офіційні особи перевернули вінок догори дном і винесли з мечеті. Ердал Іненю, Сулейман Демірель, спікер парламенту Кая Ердем, керівники SHP, провінційні та районні організації SHP, голови партій DYP, HEP, CDGP були присутні на церемонії поховання, яка відбулася о 8:30 у ректораті Університету Анкари. Крім того, на церемонії були також присутні представники професійних палат і спілок, пов'язаних з профспілкою Türk-İş. Загалом у церемонії взяли участь близько 30 тисяч осіб. Тіло Учок було поховане на кладовищі Каршияки.

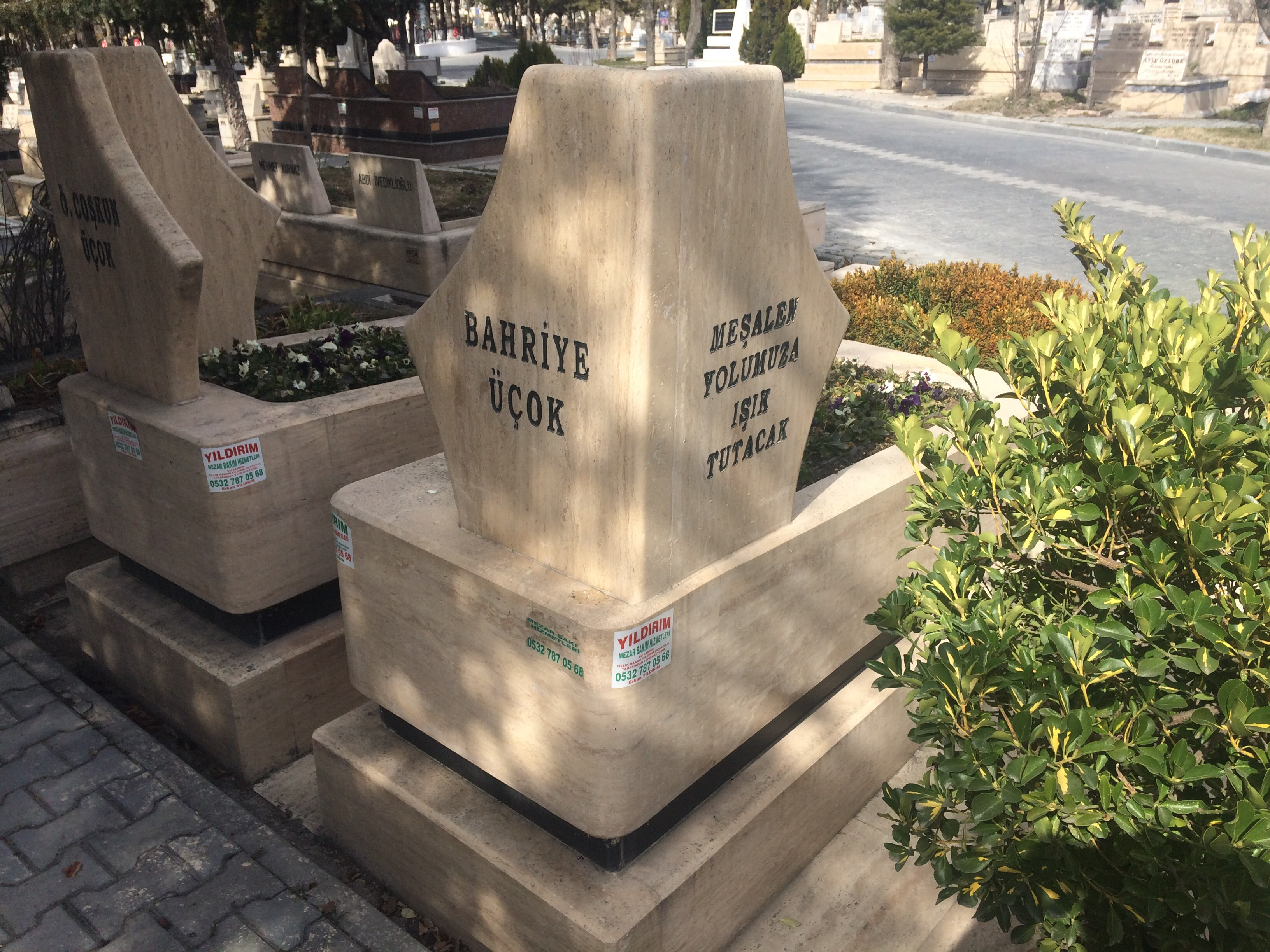
Місце поховання Багріє Учок

### Розслідування
Організація під назвою «İslami Hareket» (укр. Ісламський рух) взяла на себе відповідальність за вбивство Багріє Учок. Особа, яка заявила, що виступає від імені організації, зателефонувала до газети Cumhuriyet і сказала, що вони «покарали Багріє Учок за її думки щодо хіджабу» і що «вони вважають своїм обов'язком страчувати тих, хто обмежує іслам». Представники поліції Анкари також заявили, що останнім часом Учок «часто погрожували». Мехмет Агар, тодішній начальник поліції Анкари, сказав, що вживаються зусилля для встановлення осіб, які надіслали посилку. Губернатор Анкари Саффет Арікан Бедюк заявив, що в розділі відправника посилки було написано установу під назвою «Фонд наукових досліджень», і підкреслив, що в цьому типі вчинення вбивств інформація про відправника, написана на посилці, «здебільшого не відповідає дійсності».
Поліція, Суд державної безпеки та Організація національної розвідки (MİT) брали участь у розслідуванні вбивства Багріє Учок. MİT проводила дослідження організації під назвою «Ісламський рух» і намагався зібрати інформацію про її зв'язки за кордоном. Зазначалося, що силовики не мають інформації про організацію під такою назвою і що розслідування «буксує». 7 жовтня 1990 року Агентство Анадолу повідомило, що до них надійшов дзвінок, згідно з яким відповідальність за вбивство взяла «Ідеалістична молодіжна армія завойовників». Після цього поліція заявила, що вони не мають інформації про цю організацію й що будь-хто тепер може вдатися до вбивства, щоб використати інцидент для своїх цілей або відвернути від них увагу.
На першому етапі розслідування поліція встановила, що вибуховий матеріал, використаний для виготовлення бомби, був пластиковою вибухівкою, виготовленою в країнах-членах НАТО та використовувався «ісламськими терористичними організаціями» на Близькому Сході.

Схема вибухового пристрою в книзі, яка була надіслана Багріє Учок.

У той самий час поліція заявила, що вибухівка, яка містить нітрогліцерин, надіслана в книзі Üçok, схожа на ту, яка була використана під час вибуху у видавництві Управління у справах релігій того ж року, проте через значні пошкодження встановити повний збіг неможливо. Пізніше поліція оголосила, що бомба була вибухівкою типу С-4, яка використовується організаціями на Близькому Сході.
Єдиною людиною, яка бачила тих, хто надіслав посилку з бомбою Багріє Учок, була Гюлай Калап, співробітниця, відповідальна за доставку компанії Експрес Карго. Гюлай Калап детально описала тих, хто доставив пакунок і допомогла намалювати фотороботи, але після свідчень зникла. 16 січня 1994 року, через чотири роки після смерті Багріє Учок, Гюлай Калап затримали на підставі того, що вона була ізмірською чиновницею Революційної народної партії Туреччини. Через приналежність цієї партії до Робітничої партії Курдистану Калап засудили до 22 з половиною років позбавлення волі. Гюлай Калап, яку медіаорганізації називали «дівчина-посилка», вийшла на свободу після того, як вона відбула 16 років ув'язнення.

#### Справа «Умут»
17 січня 2000 року силами безпеки була проведена операція проти «Наукової групи Хезболла» в Стамбулі. Ґрунтуючись на інформації про компакт-диски та дискети, вилучені під час цієї операції, 21 лютого 2000 року поліція розпочала операцію «Надія», щоб знайти тих, хто вбив журналіста Угура Мумджу. У рамках цієї операції як підозрювані були затримані понад сотня осіб в усій Туреччині. Після операції та затримань 11 липня 2000 року прокурором Хамзою Келешем, який проводив розслідування, був відкритий судовий процес під назвою Справа «Умут», назва якого походить від операції «Uğur Mumcu Uzun Takip» (укр. Довга погоня за Угуром Мумджу), що була розпочата з документів, отриманих під час рейду.

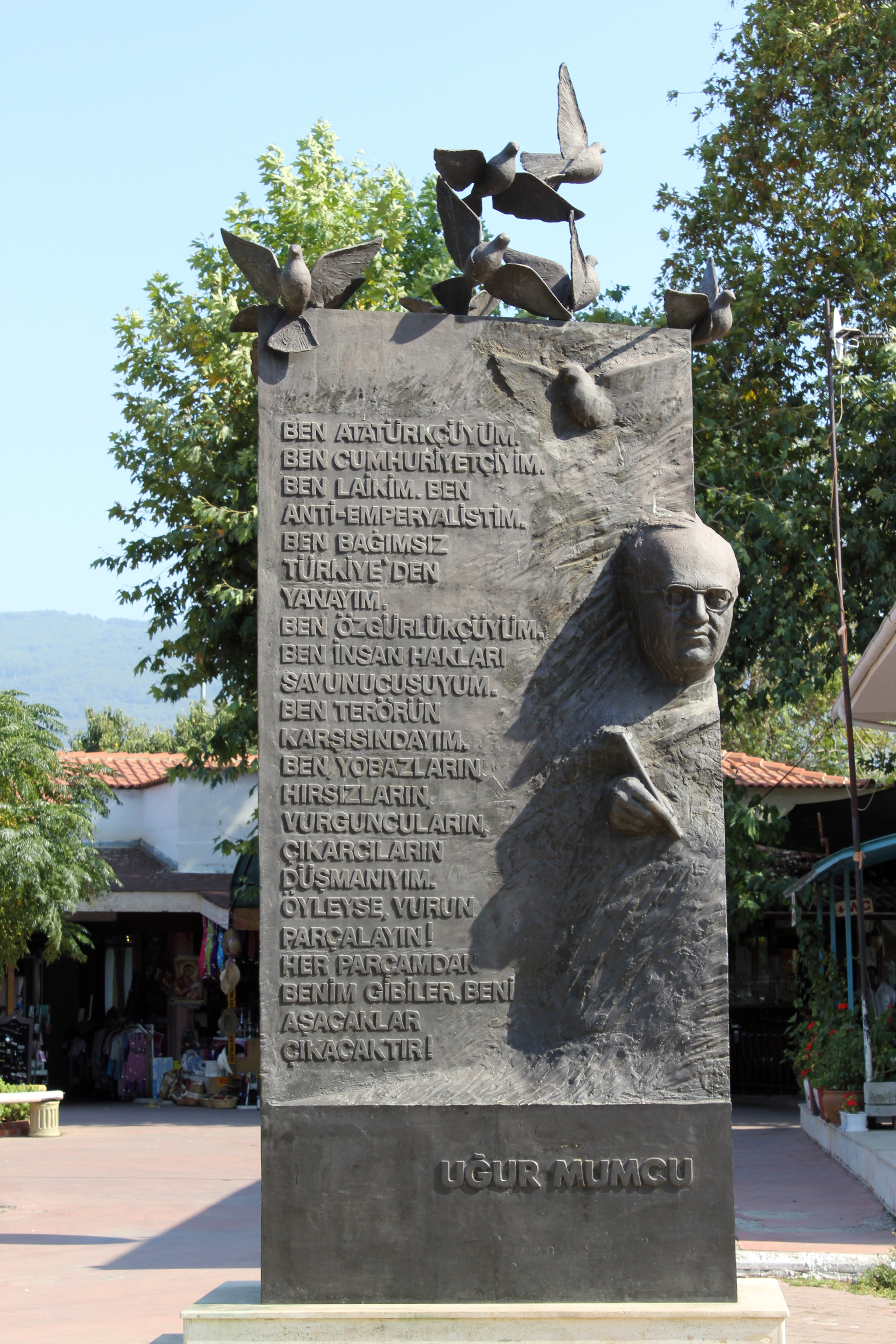
Пам'ятник Угуру Мумджу

Справа «Умут» була порушена, щоб викрити винних у вбивстві журналіста та письменника Угура Мумджу, але в результаті виявлених пізніше зв'язків з іншими вбивствами, вона перетворилася на справу, що охоплює двадцять дві події, включно з вбивствами Ахмета Танера Кішлалі, Муаммера Аксоя та Багріє Учок. В обвинувальному висновку прокуратури під час першого судового розгляду було зазначено, що лідер і члени підсудних організації під назвою Тевхід-Салам й Армія Кудс мали на меті «замінити нинішній конституційний лад у Туреччині силою зброї та створити ісламську державу, подібну до іранського режиму». Ферхат Озмен, один з обвинувачених, зізнався, що він надіслав Багріє Учок пакет з бомбою, унаслідок чого вона була вбита.
Суд над 17 фігурантами справи розпочався 14 серпня 2000 року. Дев'ятьох підсудних, у тому числі Ферхата Озмена, засудили за статтею 146/1 Кримінального кодексу Туреччини до смертної кари, двоє отримали покарання у вигляді позбавлення волі при обтяжувальних обставинах на строк не менше 22,5 років, четверо — на строк від 15 до 22,5 років, а ще двоє — на строк від 4,5 до 7,5 років. У справі, завершеній 7 січня 2002 року, було ухвалено довічне ув'язнення членам організації Недждету Юкселю та Рюштю Айтуфану. Але попри те, що справа була завершена, рішення Верховного суду щодо деяких підсудних були скасовані. Вироки Ферхату Озмену та кільком іншим обвинуваченим були скасовані через те, що поштарка Гюлай Калап не проходила очну ставку з Ферхатом Озменом, який, як він стверджував, доставив їй пакунок, а також з кількох інших причин. Під час другого судового процесу Гюлай Калап і Ферхат Озмен пройшли очну ставку в суді на слуханні, яке відбулося 16 квітня 2003 року. Калап стверджувала, що не може впізнати людину, яка дала їй пакунок, оскільки минуло багато часу після інциденту. 28 липня 2005 року, наприкінці судового процесу, 11-й Вищий кримінальний суд Анкари засудив Ферхата Озмена до довічного ув'язнення при обтяжувальних обставинах без будь-якого скорочення, і його вирок був затверджений у 2006 році.
Остаточні вироки, винесені у справі, були ухвалені 9-ю судовою палатою у кримінальних справах Верховного апеляційного суду в березні 2014 року. У цьому рішенні про схвалення Верховний суд оголосив, що Тевхід Селам і Армія Кудс убили Багріє Учок. Відзначалося, що Тевхід Селам була організована навколо журналів видань İstiklal і Şehadet у 1985 році, а Верховний суд стверджував, що ці організації мали радикальні релігійні ідеї та використовували методи іранської революції. Крім того, Верховний суд підкреслив, що метою Тевхід Селам і Армії Кудс є створення на території Турецької Республіки держави, керованої шаріатом, як в Ірані.
У 2017 році 11-й Вищий кримінальний суд Анкари вирішив повторно розглянути справу після того, як Хасан Кіліч, Мехмет Алі Текін, Мехмет Шахін, Юсуф Каракуш та Реджеп Айдин, які були ув'язнені за «створення та керівництво терористичною організацією», звернулися до Конституційного суду. Усіх п'ятьох підсудних звільнили, оскільки виконання вироків було призупинено. Станом на 2023 рік серед сімнадцяти обвинувачених, яких судять у рамках Справи «Умут», ніхто не перебуває у в'язниці, окрім Ферхата Озмена та Недждета Юкселя.

### Реакція на вбивство та критика влади
Тургут Озал, тогочасний президент Туреччини, висловив глибоку скорботу з приводу вбивства Багріє Учок та зазначив, що він «вбачає у нападі мотиви ненависті». Прем'єр-міністр Їлдирим Акбулут відреагував на напад, заявивши, що нікому нічого не вдасться змінити подібними діями, але заявив, що було «неправильно розглядати цей інцидент так само, як рухи в Туреччині до 1980 року». Спікер Великих національних зборів Туреччини Кая Ердем сказав: 
«…цим темним колам ніколи не вдасться досягти своїх потворних цілей перед обличчям віри турецької нації та довіри до республіканських принципів і демократії».

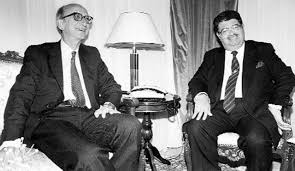
Тургут Озал та Ердал Іненю

Керівник партії SHP Ердал Іненю заявив, що поліцейські підрозділи мають повноваження знайти злочинців, але він не впевнений, хочуть вони це робити чи ні. Іненю розкритикував уряд НАП та зазначив: 
«Навіть якщо нас усіх уб'ють по одному, ми подолаємо це в демократії. Навіть якщо залишиться одна людина, ми будемо жити як сучасні Люди. Ні в кого не повинно бути сумнівів, але де сила?».
Іненю також заявив, що Учок була побожною мусульманкою й допомагали тим, хто хоче жити в релігійному, але світському середовищі у своїй країні. Лідер DYP Сулейман Демірель заявив, що напад був «схемою», і відвідав Ердала Іненю на Великих національних зборах Туреччини та висловив свої співчуття. Вимагаючи негайно знайти та покарати винних у вбивстві, Демірель сказав: 
«…Держава має бути як держава; уряд має бути як уряд. Виконавці жодного з 15 вбивств не знайдені… Кажуть, що їхня кров не залишиться на землі. Але це все…».
За словами Угура Мумджу, Багріє Учок була вбита через те, що вона захищала принципи Ататюрка. Мумку розкритикував уряд за мовчання щодо вбивства Учок та сказав, що «захист принципів Ататюрка тепер є актом мужності», і стверджував, що «демократія сама стане жертвою тероризму», як і Багріє Учок та інші вбиті інтелектуали-ататюркісти. Він також розкритикував Бюлента Еджевіта, першого лівого прем'єра Туреччини (1974—1979), за те, що він не прийшов на похорон. 24 грудня 1993 року, через три роки після вбивства Багріє Учок, був вбитий і Угур Муджу.
Журналіст Хасан Джемаль заявив, що ті, хто вбили Багріє Учок не змогли втягнути Туреччину в темряву Середньовіччя і що «у них не було шансу змусити замовкнути світську та вільну думку». Хікмет Четінкай заявив, що уряд ANAP не сприяв розвитку лібертаріанських і секулярних ідей, і що було б добре, якби вони принаймні спіймали тих, хто вбив Учок та пов'язані з ними організації, і притягнули їх до відповідальності.

## Особисте життя
Багріє Учок знала французьку мову, трохи арабську, а також перську на середньому рівні.
7 липня 1945 року одружилася з Джошкуном Учоком, викладачем юридичного факультету Університету Анкари. 25 травня 1954 року народила дочку на ім'я Кумру.

## Ідеї
Зазначається, що Багріє Учок активно виступала проти спроб перевикладання програм теології в середніх і вищих навчальних закладах Туреччини. Водночас вона інтерпретувала іслам із «сучасної перспективи та толерантності, дотримуючись Корану». З цієї причини було зафіксовано, що Учок неодноразово погрожували з 1960-х років. Вона писала про кемалізм і секуляризм, організовувала конференції та виступала прихильницею світської та демократичної системи. Серед питань, на яких наголошувала Учок на зустрічах, були секуляризм, права жінок і небезпека реакційності.
Багріє Учок була відома в різних колах як «освічена релігієзнавиця» та «теологиня-захисниця секуляризму». Згідно з Atatürkist Thought Association, вона була «і революціонеркою, і борцем; вона захищала права жінок і говорила, що секуляризм зробить країну вільною». Однак Багріє Учок також стверджувала, що «іслам був революцією і для жінок, але він дійшов до різних точок через його помилкове тлумачення». За словами журналіста газети Cumhuriyet Махмута Аслана, Учок виступала за секуляризм навіть після погроз. За словами автора, сьогодні «мільйони людей йдуть слідами Багріє Учок».

## Спадщина та вшанування

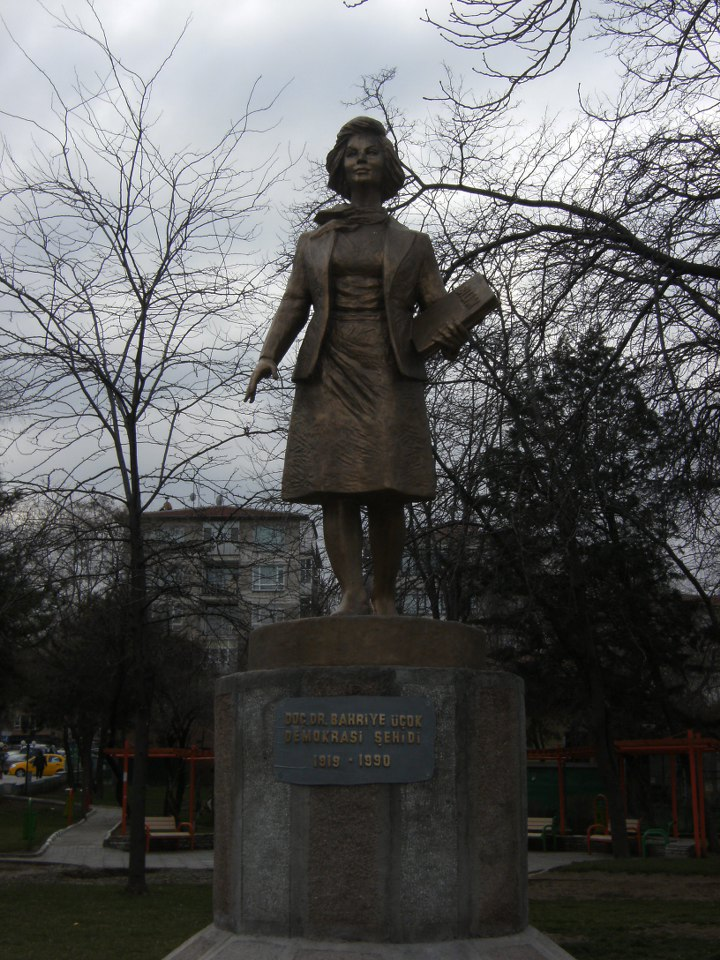
Пам'ятник Багріє Учок в, Анкара

Після смерті Багріє Учок низка місць у Туреччині були названі на честь неї. Прикладами цього є райони Багріє Учок в Ізмірі, Каршияці та Карабагларі, вулиця Багріє Ючок у Коджаелі, екологічний розсадник Багріє Ючок у Стамбулі, Центр освіти та розвитку Багріє Ючок в Ескішехірі. Крім них, є парки імені Багріє Ючок у Фетхіє, Зеїтінбурну, Чані, Бергамі, Нарлідері та Чанкаї. Її бюст є в парку у Фетхіє, а статуя — у парку Чанкаї та парку Героїв демократії в Левенті. Ім'я Багріє Учок також було присвоєне бібліотеці в Чанкаї та пансіонату для пацієнтів в Аташехірі. У розділі «Протест і жінки» Ізмірського жіночого музею є новини того періоду про марш 13 жовтня 1990 року, організований різними неурядовими організаціями в Стамбулі на знак протесту проти вбивства Багріє Учок. Фотографія та інформація про Учок також доступні в кімнаті «Наші піонери» того ж музею.
У річницю смерті Багріє Ючок проводяться церемонії вшанування пам'яті та публікуються повідомлення на цю тему різними установами, зокрема Асоціацією ататюркістської думки, політичними партіями, державними службовцями та неурядовими організаціями.

## Роботи
Декларації
- Üçok, Bahriye (1972). «Hindistan'da Bhopal Devleti'nde bir naibe ve üç kadın hükümdar». (укр. Регент і три жінки-правительки в штаті Бхопал, Індія) TTK Tebliğler VII, 1. Ankara: Türk Tarih Kurumu. с. 446—450

Переклади
- Mazaherî, Ali (1972). Ortaçağda Müslümanların Yaşayışları. (укр. Побут мусульман в середні віки) Üçok, Bahriye tarafından çevrildi. İstanbul: Varlık Yayınları
- Mazaherî, Ali (1964). Müslüman Ortaçağda Eğitim ve Öğretim. (укр. Освіта і навчання в мусульманському середньовіччі) Ankara Üniversitesi İlahiyat Fakültesi Dergisi. 12. Üçok, Bahriye tarafından çevrildi. Ankara. с. 119—128
- Poliak, Abraham Nahum (1954). «Samî Doğunun Araplaştırılması». (укр. Арабізація семітського Сходу) Ankara Üniversitesi İlahiyat Fakültesi Dergisi. 3 (3-4). Üçok, Bahriye tarafından çevrildi. Türk Tarih Kurumu Basımevi. с. 85-101

Книги
- Üçok, Bahriye (1985). Çay, Merve (Ed.). Atatürk'ün izinde bir arpa boyu (2. bas.). (укр. Довжина ячменю слідами Ататюрка) Kırmızı Kedi Yayınevi (2018 tarihinde yayınlandı). ISBN 9786052983959
- Üçok, Bahriye (1965). Female Sovereigns in Islamic States. (укр. Жінки-суверени в ісламських державах) Rampoldi, Milena tarafından çevrildi (3 bas.). epubli GmbH (2014 tarihinde yayınlandı). ISBN 9783844284522
- Üçok, Bahriye (1965). İslâm devletlerinde Türk nâibeler ve kadın hükümdarlar (3. bas.) (укр. Турецькі регенти та жінки-правительки в ісламських державах) Bilge Kültür Sanat (2011 tarihinde yayınlandı). ISBN 9786055506551
- Üçok, Bahriye (1967). İslamdan dönenler ve yalancı peygamberler. (укр. Відступники від ісламу та лжепророки) Ankara Üniversitesi İlahiyat Fakültesi Yayınları
- Üçok, Bahriye (1968). İslam tarihi Emeviler-Abbasiler. (укр. Ісламська історія Омейядів-Аббасидів) Ankara Üniversitesi İlahiyat Fakültesi Yayınları
- Üçok, Bahriye (1976). Notes from Korea. (укр. Нотатки з Кореї) Ankara: İlk-San Matbaası
- Üçok, Bahriye (2010). Şeriat Sarmalında Türkiye. (укр. Туреччина в шаріатській спіралі) Cumhuriyet Kitapları. ISBN 9786054183920

Конференції
- Üçok, Bahriye (1979). Kur'an Harfleri ve Atatürk Devrimlerine Karşı Çıkışlar. (укр. Заперечення проти листів Корану та революцій Ататюрка) Belleten. 43 (172). Türk Tarih Kurumu. с. 823—836

Статті
- Üçok, Bahriye (1960). «Delhi Müslüman — Türk Sultanlığının Kuruluşu Ve Sultan Raziye'nin Saltanatı». (укр. Делі Муслім — Заснування турецького султанату та правління султана Разіє) Ankara Üniversitesi İlahiyat Fakültesi Dergisi. 8 (1-4). Ankara: Türk Tarih Kurumu Basımevi. с. 135—148
- Üçok, Bahriye (1955). «Hamitoğulları Beyliği». (укр. Князівство Хамітогулларі) Ankara Üniversitesi İlahiyat Fakültesi Dergisi. 4 (1-2). Ankara: Türk Tarih Kurumu Basımevi. с. 73-80
- Üçok, Bahriye (1967). «İslâm Devletlerinde Bazı Nâibeler». (укр. Деякі віце-королі в ісламських державах) Belleten. 31 (122). с. 169—190
- Üçok, Bahriye (1966). «İslam'da Mûsikî Üzerine». (укр. Про музику в ісламі) Ankara Üniversitesi İlahiyat Fakültesi Dergisi. 14 (1-4). Ankara: Türk Tarih Kurumu Basımevi. с. 83-94
- Üçok, Bahriye (1970). «İslam Tarihi». (укр. Ісламська історія) Tarih Dergisi, 24. с. 131—135
- Üçok, Bahriye (1961). «Kirman'da Müslüman Kutluk Devleti'nde İki Kadın Hükümdar». (укр. Дві жінки-правительки в мусульманській державі Кутлук у Кермані) Ankara Üniversitesi İlahiyat Fakültesi Dergisi. 9 (1-4). Ankara: Türk Tarih Kurumu Basımevi. с. 81-98
- Üçok, Bahriye (1959). «Ridde». Ankara Üniversitesi İlahiyat Fakültesi Dergisi. 7 (1-4). Ankara: Türk Tarih Kurumu Basımevi. с. 97-113